# Erotska laktacija
Erotska laktacija je izraz kojim se opisuje dojenje odrasle osobe u svrhu postizanja seksualnog zadovoljstva. Medicinska literatura je opisuje kao parafiliju čiji su stručni nazivi mliječni fetišizam i laktofilija.

## Vanjske poveznice
|  | Zajednički poslužitelj ima još gradiva o temi Erotska laktacija |